# Любомир Михайловски
Любомир Михайловски с прякор Джанго (на македонска литературна норма: Љубомир Михајловски Џанго) е северномакедонски политик и юрист, дългогодишен висш полицейски служител.

## Биография
Любомир Михайловски е роден на 10 декември 1954 г. в Скопие, тогава в Югославия. През 1980 г. завършва Юридическия факултет на Скопския университет. В периода 1981 – 1983 г. работи като пазарен и трудов инспектор в Съвета на община Център, Скопие.
От 1983 до 1999 г. е подсекретар в Министерството на вътрешните работи, където заема и множество длъжности през годините. В МВР работи и като инспектор в Управлението за оперативни работи към СВР – Скопие, инспектор за борба с престъпността, висш инспектор за борба с престъпността, висш инспектор за незаконна търговия с дрога, началник на Отделението за обща престъпност, началник на сектор, заместник на помощник министъра за криминалната служба в МВР и началник на Управленията на вътрешните работи в Охрид, Кичево, Дебър и Струга.
В периода 2000 – 2002 г. работи като адвокат, а от 2 декември 2002 става директор на Митническата управа.
От декември 2004 до август 2006 е министър на вътрешните работи на Република Македония.
В 2006 година е избран за личност на годината от седмичника „Форум плус“.